# 400 mètres féminin aux championnats du monde d'athlétisme 2015
Navigation
Moscou 2013 Londres 2017
L'épreuve du 400 mètres féminin des championnats du monde de 2015 s'est déroulée du 24 au 27 août 2015 dans le Stade national, le stade olympique de Pékin, en Chine. Elle est remportée par l'Américaine Allyson Felix.

## Records et performances

### Records
Les records du 400 m femmes (mondial, des championnats et par continent) étaient avant les championnats 2015 les suivants.
| Record                    | Athlète               | Pays               | Temps   | Lieu      | Date              |
| ------------------------- | --------------------- | ------------------ | ------- | --------- | ----------------- |
| Record du monde           | Marita Koch           | Allemagne de l'Est | 47 s 60 | Canberra  | 6 octobre 1985    |
| Record des championnats   | Jarmila Kratochvílová | Tchécoslovaquie    | 47 s 99 | Helsinki  | 10 août 1983      |
| Record d'Afrique          | Falilat Ogunkoya      | Nigeria            | 49 s 10 | Atlanta   | 29 juillet 1996   |
| Record d'Asie             | Ma Yuqin              | Chine              | 49 s 81 | Pékin     | 11 septembre 1993 |
| Record d'Amérique du Nord | Sanya Richards        | États-Unis         | 48 s 70 | Athènes   | 16 septembre 2006 |
| Record d'Amérique du Sud  | Ximena Restrepo       | Colombie           | 49 s 64 | Barcelone | 5 août 1992       |
| Record d'Europe           | Marita Koch           | Allemagne de l'Est | 47 s 60 | Canberra  | 6 octobre 1985    |
| Record d'Océanie          | Cathy Freeman         | Australie          | 48 s 63 | Atlanta   | 29 juillet 1996   |

## Médaillés
| Or            | Argent         | Bronze           |
| Allyson Felix | Shaunae Miller | Shericka Jackson |

### Finale
| Rang               | Athlète                 | Temps   | Note |
| ------------------ | ----------------------- | ------- | ---- |
| Médaille d'or      | Allyson Felix           | 49 s 26 | WL   |
| Médaille d'argent  | Shaunae Miller          | 49 s 67 | PB   |
| Médaille de bronze | Shericka Jackson        | 49 s 99 | PB   |
| 4                  | Christine Day           | 50 s 14 | PB   |
| 5                  | Stephenie Ann McPherson | 50 s 42 |      |
| 6                  | Novlene Williams-Mills  | 50 s 47 | SB   |
| 7                  | Phyllis Francis         | 50 s 51 |      |
| 8                  | Christine Ohuruogu      | 50 s 63 |      |

### Demi-finales
Les 2 premières de chaque demi-finale et les deux meilleurs temps sont qualifiés pour la finale.
| Rang | Athlète             | Temps       | Note |
| ---- | ------------------- | ----------- | ---- |
| 1    | Shaunae Miller      | 50 s 12 (Q) |      |
| 2    | Christine Day       | 50 s 82 (Q) |      |
| 3    | Libania Grenot      | 51 s 14     |      |
| 4    | Floria Gueï         | 51 s 30     |      |
| 5    | Natasha Hastings    | 51 s 33     |      |
| 6    | Nadezhda Kotlyarova | 51 s 86     |      |
| 7    | Anneliese Rubie     | 52 s 04     |      |
| 8    | Joyce Zakary        | -           | DNS, |

| Rang | Athlète                 | Temps       | Note |
| ---- | ----------------------- | ----------- | ---- |
| 1    | Christine Ohuruogu      | 50 s 16 (Q) | SB   |
| 2    | Stephenie Ann McPherson | 50 s 32 (Q) | SB   |
| 3    | Phyllis Francis         | 50 s 50 (q) | SB   |
| 4    | Patience Okon George    | 50 s 76     | PB   |
| 5    | Marie Gayot             | 50 s 97     | PB   |
| 6    | Ekaterina Renzhina      | 51 s 49     | PB   |
| 7    | Patrycja Wyciszkiewicz  | 51 s 49     |      |
| 8    | Carline Muir            | 52 s 31     |      |

| \| Rang \| Athlète \| Temps \| Note \| \| ---- \| ---------------------- \| ----------- \| ---- \| \| 1 \| Allyson Felix \| 49 s 89 (Q) \| SB \| \| 2 \| Shericka Jackson \| 50 s 03 (Q) \| PB \| \| 3 \| Novlene Williams-Mills \| 50 s 47 (q) \| SB \| \| 4 \| Nataliya Pyhyda \| 50 s 62 \| PB \| \| 5 \| Anyika Onuora \| 50 s 87 \| PB \| \| 6 \| Bianca Răzor \| 51 s 05 \| \| \| 7 \| Maureen Jelagat Maiyo \| 51 s 92 \| \| \| 8 \| Kabange Mupopo \| 51 s 93 \| \| |                        |             |      |
| Rang | Athlète                | Temps       | Note |
| 1 | Allyson Felix          | 49 s 89 (Q) | SB   |
| 2 | Shericka Jackson       | 50 s 03 (Q) | PB   |
| 3 | Novlene Williams-Mills | 50 s 47 (q) | SB   |
| 4 | Nataliya Pyhyda        | 50 s 62     | PB   |
| 5 | Anyika Onuora          | 50 s 87     | PB   |
| 6 | Bianca Răzor           | 51 s 05     |      |
| 7 | Maureen Jelagat Maiyo  | 51 s 92     |      |
| 8 | Kabange Mupopo         | 51 s 93     |      |

### Séries
Les 3 premières de chaque série et les six meilleurs temps sont qualifiées pour les demi-finales.
| Rang | Athlète                | Temps       | Note |
| ---- | ---------------------- | ----------- | ---- |
| 1    | Allyson Felix          | 50 s 60 (Q) |      |
| 2    | Floria Gueï            | 50 s 89 (Q) | PB   |
| 3    | Nataliya Pyhyda        | 51 s 07 (Q) | SB   |
| 4    | Patrycja Wyciszkiewicz | 51 s 31 (q) | PB   |
| 5    | Anneliese Rubie        | 51 s 69 (q) | SB   |
| 6    | Kineke Alexander       | 52 s 24     |      |
| 7    | Iveta Putalova         | 52 s 52     |      |

| Rang | Athlète                  | Temps       | Note |
| ---- | ------------------------ | ----------- | ---- |
| 1    | Christine Ohuruogu       | 51 s 01 (Q) |      |
| 2    | Marie Gayot              | 51 s 24 (Q) | PB   |
| 3    | Natasha Hastings         | 51 s 25 (Q) |      |
| 4    | Maureen Jelagat Maiyo    | 51 s 40 (q) | PB   |
| 5    | Tosin Adeloye            | 52 s 42     |      |
| 6    | Geisa Aparecida Coutinho | 52 s 72     |      |
| 7    | Amaliya Sharoyan         | 54 s 16     |      |

| Rang | Athlète                  | Temps       | Note |
| ---- | ------------------------ | ----------- | ---- |
| 1    | Christine Day            | 50 s 58 (Q) |      |
| 2    | Joyce Zakary             | 50 s 71 (Q) | NR   |
| 3    | Mupopo Kabange           | 51 s 55 (Q) |      |
| 4    | Mariya Mikhailyuk        | 52 s 16     |      |
| 5    | Gunta Latiseva-Cudare    | 52 s 17     | PB   |
| 6    | Maria Benedicta Chigbolu | 52 s 48     |      |
| 7    | Audrey Jean-Baptiste     | 53 s 18     |      |

| Rang | Athlète                 | Temps         | Note |
| ---- | ----------------------- | ------------- | ---- |
| 1    | Stephenie Ann McPherson | 50 s 34 (Q)   | SB   |
| 2    | Phyllis Francis         | 50 s 52 (Q)   | SB   |
| 3    | Nadezhda Kotlyarova     | 51 s 42 (Q)   | PB   |
| 4    | Regina George           | 51 s 74       |      |
| 5    | Malgorzata Holub        | 51 s 74       | PB   |
| 6    | Justine Palframan       | 52 s 45       |      |
| 7    | Dil Maya Karki          | 1 min 00 s 99 | SB   |

| Rang | Athlète              | Temps       | Note |
| ---- | -------------------- | ----------- | ---- |
| 1    | Bianca Razor         | 50 s 37 (Q) | PB   |
| 2    | Shericka Jackson     | 50 s 41 (Q) |      |
| 3    | Patience Okon George | 50 s 87 (Q) |      |
| 4    | Anyika Onuora        | 51 s 14 (q) | PB   |
| 5    | Carline Muir         | 51 s 70 (q) | SB   |
| 6    | Lisneidy Veitia      | 52 s 25     |      |
| 7    | Jacinter Shikanda    | -           | DSQ  |

| Rang | Athlète                | Temps       | Note |
| ---- | ---------------------- | ----------- | ---- |
| 1    | Shaunae Miller         | 50 s 53 (Q) |      |
| 2    | Novlene Williams-Mills | 51 s 07 (Q) | SB   |
| 3    | Ekaterina Renzhina     | 51 s 55 (Q) |      |
| 4    | Libania Grenot         | 51 s 64 (q) |      |
| 5    | Olha Zemlyak           | 52 s 00     |      |
| 6    | Iga Baumgart           | 52 s 02     | PB   |
| 7    | Aauri Lorena Bokesa    | 52 s 98     |      |

## Légende
Records et Performances
- AR : Record continental (area record)
- CR : Record des championnats (championship record)
- MR : Record du meeting (meet record)
- NR : Record national (national record)
- OR : Record olympique (olympic record)
- PR : Record paralympique (paralympic record)
- PB : Record personnel (personal best)
- SB : Meilleure performance personnelle de la saison (season's best)
- WL : Meilleure performance mondiale de l'année (world leader)
- WJR : Record du monde junior (world junior record)
- WR : Record du monde (world record)

Circonstances et Conditions
- DNF : N'a pas terminé (did not finish)
- DNS : N'a pas pris le départ (did not start)
- DQ : Disqualification (disqualification)
- NM : Aucun essai valable enregistré (No Mark)
- Q : Qualifié « directement » au prochain tour (ou à la prochaine compétition), lors d'une compétition majeure, grâce au classement ou à la réalisation des minima (automatic qualifier)
- q : Qualifié au prochain tour (ou à la prochaine compétition), lors d'une compétition majeure, grâce au repêchage ou à la réalisation de l'une des meilleures performances parmi celles des « non qualifiés directement » (grâce au meilleur temps ou à la meilleure distance par exemple) (secondary qualifier)